# Седых, Наталья Евгеньевна
Ната́лья Евге́ньевна Седы́х (род. 10 июля 1948, Москва, РСФСР, СССР) — советская и российская актриса театра и кино, артистка балета Большого театра (с 1969), балерина. Начинала карьеру как фигуристка.

## Биография
Родилась 10 июля 1948 года. 
Запомнилась советскому зрителю как Настенька из фильма-сказки «Морозко» 1964 года, на главную роль которого её взял режиссёр Александр Роу, случайно увидевший тогда ещё пятнадцатилетнюю девушку по ТВ в номере фигурного катания «Умирающий лебедь». В 1968 году она снялась ещё в одном фильме-сказке Александра Роу — «Огонь, вода и… медные трубы».
В 1969 году Наталья Седых окончила Московское хореографическое училище (класс С. М. Мессерер), после чего была принята в балетную труппу Большого театра. Танцевала сначала в кордебалете, потом стала солисткой. Вместе с театром много гастролировала. Танцевала в балетах «Спящая красавица», «Щелкунчик», «Чайка». Самой большой творческой удачей считает партию Китти в «Анне Карениной», где её партнёрами были Майя Плисецкая и Марис Лиепа.
Вышла замуж за композитора Виктора Лебедева (1935—2021), прожила с ним в браке десять лет, в 1981 году у них родился сын Алексей. По легенде, брак распался, так как после свадьбы пара всё время жила в разных городах — Наталья Седых в Москве, а Виктор Лебедев — в Ленинграде.
С 1990 по 2006 год Наталья Седых играла в театре «У Никитских ворот» под руководством Марка Розовского.

## Фильмография
| Год  | Фильм                       | Роль              |
| ---- | --------------------------- | ----------------- |
| 1963 | Штрафной удар               | фигуристка        |
| 1964 | Морозко                     | Настенька         |
| 1965 | Дети Дон Кихота             | Мотя              |
| 1966 | Просто девочка              | Ася               |
| 1968 | Огонь, вода и… медные трубы | Алёнушка          |
| 1969 | Голубой лёд                 | Елена Берестова   |
| 1970 | Любовь к трём апельсинам    | принцесса Нинетта |
| 1978 | По улицам комод водили      | мама мальчика     |
| 1990 | Гамбринус                   | эпизод            |
| 1994 | Я свободен, я ничей         | гостья            |
| 1994 | Трень-брень                 | кинодевушка       |
| 1999 | Два Набоковых               | Нора              |
| 2000 | Синоптик                    | дама              |
| 2007 | Лучшее время года           | Катя              |
| 2010 | Перемирие                   | доктор из Москвы  |